# Thasos
Thasos nebo také Thassos (novořecky: Θάσος, Fásos; druhý pád Thasu) je nejseverněji položeným ostrovem v Egejském moři. Rozkládá se na ploše 379 km², obvod ostrova je dlouhý přibližně 100 km a počet obyvatel je zhruba 14 000. Hlavním městem je Limenas (nazývaný též Thassos) na severovýchodním pobřeží.
Povrch ostrova je hornatý, nejvyšším vrcholem je hora Ypsarion (1204 m n. m.). Thassos je poměrně hodně členitý, pobřeží je lemováno písčitými i oblázkovými plážemi.
Thassos je z velké části pokryt borovými, piniovými a olivovými háji. K vidění jsou také smíšené lesy. Kromě toho zde rostou různé bylinky jako např. tymián, rozmarýn či oregáno.
Vedle mramoru, který se zde těží, je také důležitým vývozním artiklem víno.

## Historie
Thassos, nazývaný díky množství lesů a vláhy „zeleným smaragdem v Egejském moři“ nebo „medvědím ostrovem“, je místem, ke kterému se vážou báje. Je známý jako země mytických Sirén, které zde dle řeckých bájí žily a způsobily ztroskotání nejedné lodi.
Název ostrov prý získal podle prince Thassose, který se zde usadil během hledání své sestry Európy unesené bohem Diem. Jiná verze vzniku názvu ostrova tvrdí, že jméno ostrov dostal podle slova „dasos“ znamenající les, kterými byl ostrov od prvopočátku pokryt.
První záznamy o osídlení se datují již od roku 2000 př. n. l. a kolonizován byl v 7. století př. n. l. obyvateli města Paros. Ostrov vzkvétal díky těžbě zlata a mramoru, pěstování oliv a vinné révy. Později byl okupován Makedonci a k dalšímu vzestupu došlo až za vlády Římanů, kteří zde obnovili těžbu mramoru a pěstování vína. Pak byl ostrov znovu okupován tentokrát Benátčany a nakonec byl v 15. století ovládnut Turky. K řeckému státu byl připojen až v roce 1912.

## Města

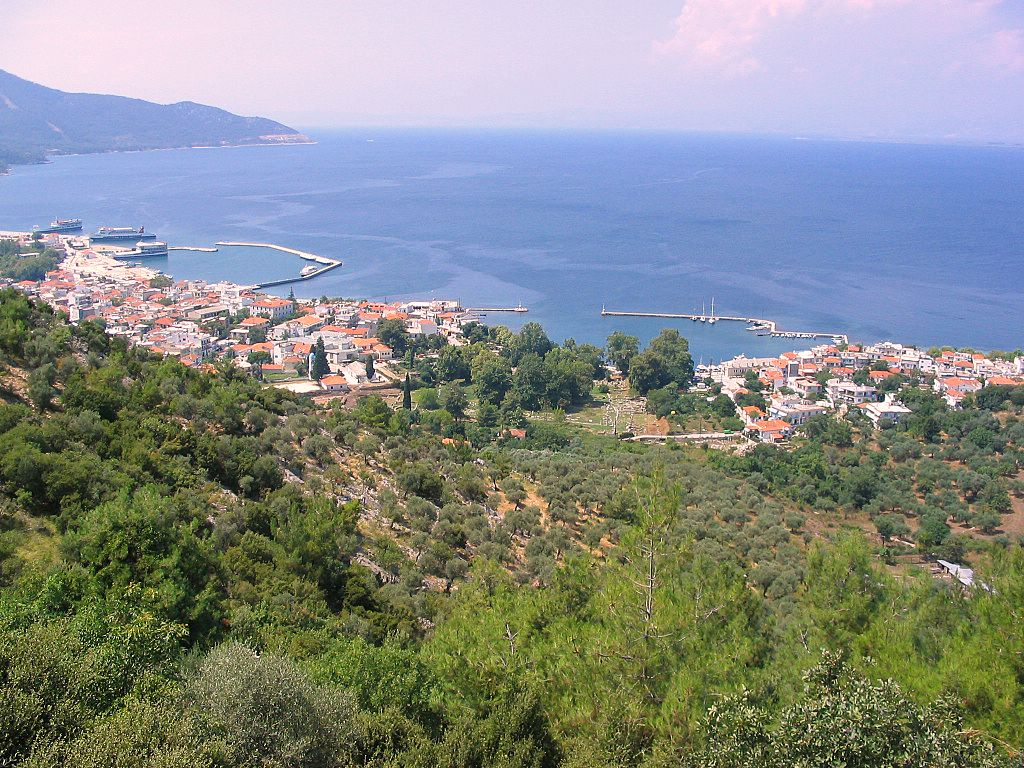
město Limenas

### Thassos (Limenas)
Jméno hlavního města – Limenas – znamená v překladu „přístav“, což je doloženo i existencí dvou přístavů v tomto městě. Jeden je pro lodní dopravu z pevniny a druhý pro výletní lodě. Právě kvůli přístavům a počtu obyvatel nejsou zdejší pláže nijak výjimečné. Památky v centru se prolínají s tradiční řeckou architekturou, můžeme zde nalézt hned několik významných historicky doložených pamětihodností, jako například tržiště Agora, antické kamenné divadlo, Apollónův chrám nebo Akropolis. Přístupné je Archeologické muzeum.

### Limenaria
Letovisko Limenaria na jihu ostrova je bohaté zejména na obchůdky, taverny, bary a markety. Dominantou je zámeček Palataki, který se nachází na skále nad městem. V Limenárii je též přístav s malým písečným zálivem.

### Potos
Z rybářské vesničky se rozrostlo do jednoho z největších a nejrušnějších míst na ostrově. Starořecké uličky jsou bohaté na taverny, bary a obchůdky všeho druhu.